# Dactylopodosis dilitata
Dactylopodosis dilitata är en kräftdjursart som beskrevs av Georg Ossian Sars 1911. Dactylopodosis dilitata ingår i släktet Dactylopodopsis, och familjen Thalestridae. Arten är reproducerande i Sverige.